# Plebejus italorum
Plebejus italorum är en fjärilsart som beskrevs av Ruggero Verity 1919. Plebejus italorum ingår i släktet Plebejus och familjen juvelvingar. Inga underarter finns listade i Catalogue of Life.